# José Santamaría
José Emilio Santamaría Iglesias (Montevidéu, 31 de julho de 1929) é um ex-treinador e ex-futebolista uruguaio naturalizado espanhol que atuava como zagueiro.

## Carreira

### Nacional e Uruguai

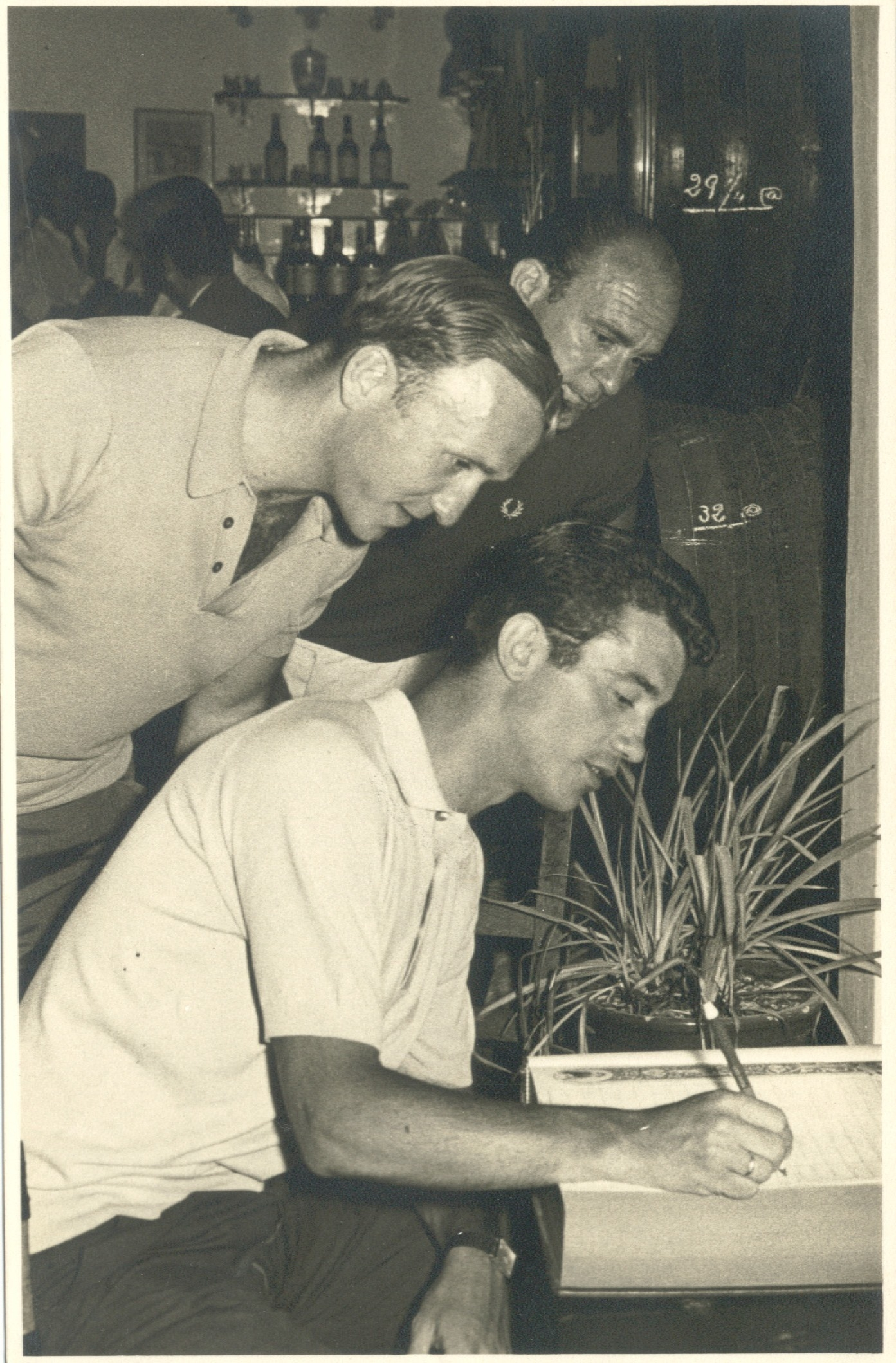
Santamaría e dois colegas de Real, Alfredo di Stéfano e Isidro, em visita a uma vinícola. Santamaría está entre Isidro, que assina o livro de visitas, e Di Stéfano.

Iniciou a carreira em 1948, no Nacional de Montevidéu. Foi chamado para a Copa do Mundo de 1950 (aonde estrearia pela seleção), mas não foi liberado pelo clube e acabou não fazendo parte da equipe que foi bicampeã mundial no Brasil; teria de esperar até 1954 para jogar uma Copa. Nesta, o Uruguai foi quarto colocado, obtendo vitórias contra Escócia, Tchecoslováquia e Inglaterra, parando apenas na sensação Hungria - um 4 a 2 que é freqüentemente listado entre os jogos mais dramáticos das Copas. No jogo pela bronze, os detentores do título, desmotivados, perderiam para a Áustria por 3 a 1.

### Real Madrid
As atuações do defensor no mundial despertaram interesse do Real Madrid, que o contratou em 1957, quando Santamaría já havia conquistado cinco campeonatos uruguaios. Faria parte do grande time do Real que assombrou a Europa na segunda metade dos anos 50 e início dos 60; ao todo, participaria da conquista de cinco campeonatos espanhóis, uma Copa do Rei e três Copa dos Campeões, além do Mundial Interclubes de 1960.

## Seleção Espanhola
Pela Espanha, país que já havia passado a defender, desde 1958, foi chamado para sua segunda Copa, a de 1962, mas o selecionado acabaria eliminado na primeira fase. Santamaría aposentou-se em 1966, no Real, e treinou a Espanha na Copa do Mundo de 1982.

## Títulos

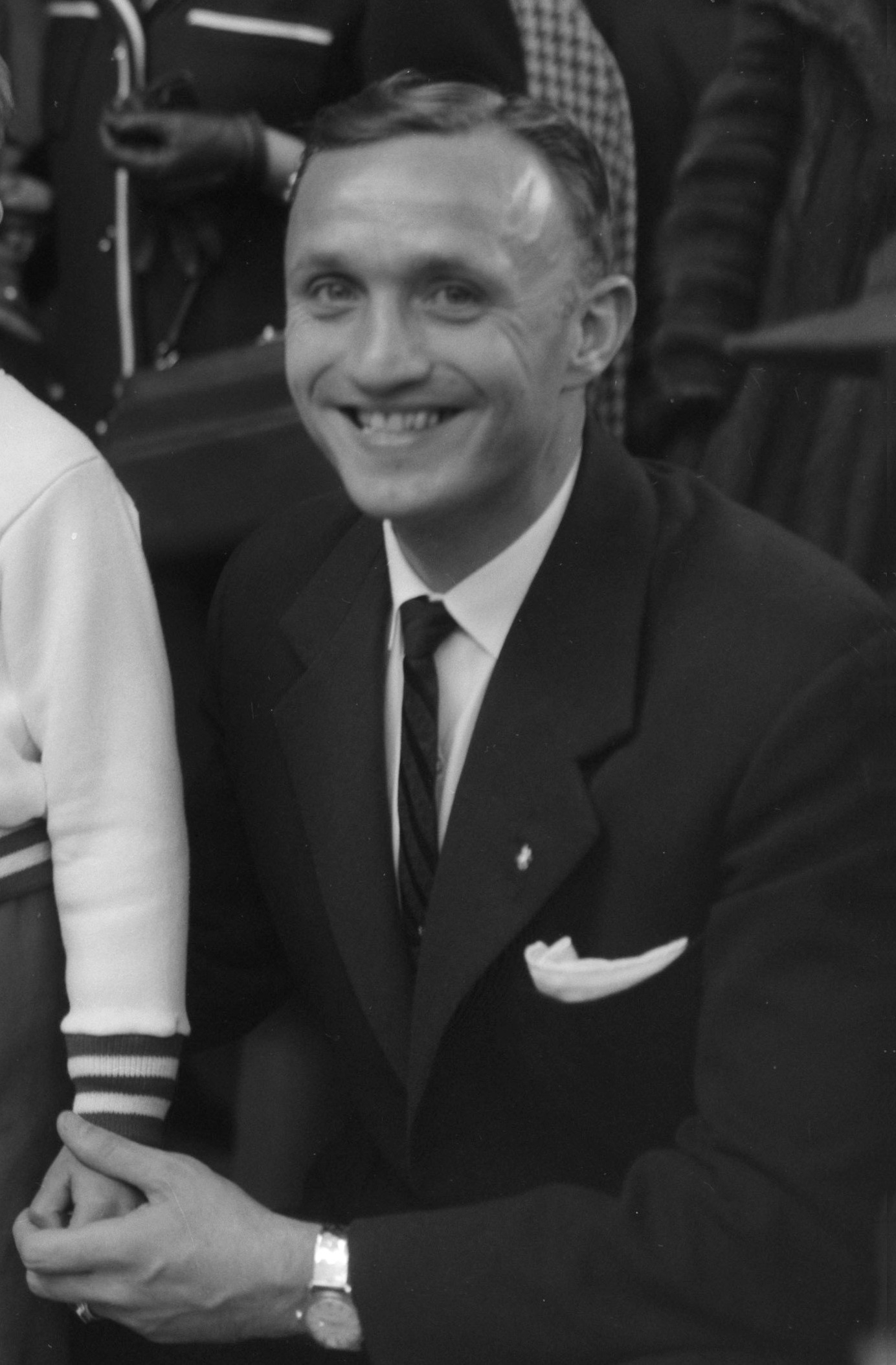
Santamaría em 1962

### Clubes
Nacional
- Primera División Uruguaya: 1950, 1952, 1955, 1956, 1957

Real Madrid
- La Liga: 1957–58, 1960–61, 1961–62, 1962–63, 1963–64, 1964–65
- Copa del Rey: 1962
- UEFA Champions League: 1957–58, 1958–59, 1959–60, 1965–66
- Copa Intercontinental: 1960

### Individual
- Copa do Mundo da FIFA: All-Star Team de 1954[2]
- Revista World Soccer World XI: 1960[3]